# Ménil-Jean
Ménil-Jean è un comune francese di 123 abitanti situato nel dipartimento dell'Orne nella regione della Normandia.

## Società

### Evoluzione demografica
Abitanti censiti